# Георги Думчев
Георги (Гоце) Думчев (в кукушкия енорийски регистър Гоце Карджов), известен още като Карчов, Карчев, Карчо Думчев и Карчо Кукушанчето, е български революционер, деец на ВМОРО.

## Биография
Думчев е роден в град Кукуш, тогава в Османската империя, днес Килкис, Гърция. Влиза във ВМОРО и е близък на Михаил Герджиков. В 1903 година става негов четник и е делегат на Конгреса на Петрова нива. По-късно се връща в Македония и  на 23 декември 1906 година Карчов е в четата на Даме Груев, открита от турските власти край село Русиново, Малешевско — вероятно предадени — на път за София. При завързалата се престрелка Думчев и Груев са ранени, но първоначално се измъкват от турския обръч. В близост до връх Петлец в Малешевската планина двамата, които носят още един ранен четник, попадат на нова засада и загиват.
- Гоце Думчев и Даме Груев (на последния ред, втори) в Солун през есента на 1906 г. С 1 е обозначен Атанас Костадинов Ковачев Мангъра (1872 - 26 декември 1945, Солун)
- Трупът на убития Гоце Думчев, 1906 г.
- Паметникът „Паднали за свободата на Македония“ в Кюстендил с името на Гоце Карчев (31-ви във втората колона).
- Трайко Шекерлийски от Стрезово, Георги Думчев и Дино Люлянов - Джемото